# Knas Hemma
Knas hemma är en ideell förening som drivs av ungdomar och unga vuxna i åldrarna 13–30 år. Knas Hemma grundades 2013 med stöd från Allmänna arvsfonden och Barnombudet i Uppsala.
Föreningens syfte är att ge hjälp och stöd åt personer som antingen bor i eller har bott i familjehem, HVB-hem eller annat boende för samhällsplacerade. Knas Hemma arbetar med att förändra samhället genom att påverka, utbilda och sprida kunskap om barn och ungdomar med erfarenhet av placeringar. Föreningen har en rådgivande grupp bestående av professionella yrkesverksamma.
Knas Hemma beviljades 2022 medel från drottning Silvias stiftelse Care About the Children.